# Подорож (фільм, 1974)
«Подорож» (італ. Il Viaggio, фр. Le voyage) — спільна франко-італійська романтична мелодрама 1974 року. Це останній фільм легендарного режисера Вітторіо де Сіка, екранізація новели італійського письменника, лауреата Нобелівської премії з літератури Луїджі Піранделло.

## Сюжет
Молода, гарна сицилійка Адріана де Мауро живе з ма́тір'ю заробляючи кравецтвом. До неї сватаються місцеві женихи, але вона їм відмовляє, бо закохана у місцевого багача Чезаре Браджі, який теж хотів одружитися з нею. Але саме Чезаре, виконуючи заповіт батька, змушений просити її руки для свого брата Антоніо, і Адріана, підкоряючись суворій моралі Сицилії, змушена підкоритися. У молодих народжується хлопчик, а Чезаре багато подорожує, хоч любов не згасла в його серці. Чи не запалає вона новим вогнем ?

## Ролі виконують
- Софія Лорен — Адріана де Мауро
- Річард Бартон — Чезаре Браджі
- Ян Банен[en] — Антоніо Браджі
- Барбара Пілавін[it] — мати Адріани
- Аннабелла Інконтрера — Сімона

## Навколо фільму
- Фільм був знятий у містах Ното, Мілан, Венеція, Рим, Неаполь і Палермо.
- Новела Луїджі Піранделло вперше була використана у однойменному фільмі в 1921 році.

## Нагороди
- 1974 Премія Давида ді Донателло[1]:
  - за найкращу головну жіночу роль — Софія Лорен, разом з Монікою Вітті у фільмі «Зоряний пил»
- 1974 Премія 22-го Міжнародного кінофестивалю у Сан-Себастьяні[2]:
  - за найкращу жіночу роль — Софія Лорен